# La Solaneta (Erinyà)
La Solaneta és una solana del terme municipal de Conca de Dalt, al Pallars Jussà, a l'antic terme de Toralla i Serradell, en territori del poble d'Erinyà.
Està situada en el contrafort més oriental de la Muntanya de Sant Aleix, davant i al nord dels vessants septentrionals del Serrat del Ban, davant mateix de les Roques de Llenaspres. És a llevant de Sant Aleix i a ponent de Femat. És davant i al nord-oest de l'Obaga del Febrer.